# جورج ويليام غوردون
جورج ويليام غوردون (بالإنجليزية: George William Gordon)‏ هو سياسي جامايكي، ولد في 1820 في جامايكا، وتوفي في 23 أكتوبر 1865 في جامايكا. انتخب member of House of Assembly of Jamaica ‏ (1844 – ).